# Dinocheirus proximus
Espèce
Dinocheirus proximus est une espèce de pseudoscorpions de la famille des Chernetidae.

## Distribution
Cette espèce est endémique du San Luis Potosí au Mexique. Elle se rencontre vers Santo Domingo.

## Description
Le mâle holotype mesure 4 mm.

## Publication originale
- Hoff, 1946 : New pseudoscorpions, chiefly neotropical, of the suborder Monosphyronida. American Museum Novitates, vol. 1318, p. 1-32 (texte intégral).